# Râul Călimănel, Mureș
Râul Călimănel este un curs de apă, afluent al râului Mureș. Se formează la confluența brațelor: Călimănelul cel Limpede și Călimănelul cel Tulbure

## Hărți
- Harta județului Harghita
- Harta Munților Călimani  Arhivat în 11 octombrie 2008, la Wayback Machine.